# 神谷泰彰
神谷 泰彰（かみたに ひろあき、1944年7月24日 - 2012年8月）は、日本の画家。
父・剛(播磨造船所検査技師)、母・マサ子の長男として兵庫県相生市上町(現・大谷町）に生まれた。長年にわたり、エネルギー関連のエンジニアで国内外の発電設備の建設に於ける見積もり、計画、実施に携わっていた。海外では韓国電力、合和電力（中国・沙角発電所）、シンガポール発電所等がある。2012年8月初め、自宅にて死去。68歳没。

## 経歴
シンガポール滞在中にNanyang Academy of Fine Arts（シンガポール南洋ファインアートアカデミー）卒・中国画を陳世集に師事。帰国後モナコ、オーストラリア、カナダ、ドイツ、オランダ、ロシア、スペイン、フランス、オーストリア、中国、イタリア等海外に出展。数々の賞を獲得。ユネスコ35周年にパリ芸術大賞を受賞・世界遺産認定作家を受ける。ロシアのモスクワ芸術アカデミーより認定作家と芸術大賞を授与される。

## 受賞歴
- 奨励賞（相生市美術展・2004年）
- 驚異の金賞（日本美術フェスティバルモナコ美術展・2006年）
- 21世紀日本芸術煌き賞（メルボルン日本芸術祭・2006年）
- 日仏幻想芸術賞（横浜日仏芸術祭・2007年）
- モントリオール世界芸術賞（モントリオール国際芸術祭・2007年）
- 世界遺産認定アーチストパリ大賞（2007年）
- モスクワ大賞・日露芸術親善認定アーチスト（ロシア国立芸術アカデミー美術館・2007年）
- 日印芸術神秘栄誉大賞（2007年）
- 日米蘭芸術文化功労賞（第三回港湾都市芸術展・2008年）
- グランプリー大賞（ベルシーワイン太陽芸術際・2008年）
- 日西現代美術賞（日西芸術交流祭・2008年）
- 特別顧問芸術大賞（Heart　Art　Communication　Exhibition・2007年＆2008年）
- 地球塊宝賞（第11回西湖芸術博覧会・2008）
- 日本芸術栄華賞（2009年）
- モナコ公国芸術褒章（第3回モナコ・日本芸術祭　2009年）
- Prix d'elegance de Paris,naissance des art（パリ・ベルーシー美術舘ワイン・ラベル祭・2010年）
- 平成遷都千三百年記念飛鳥の里芸術大賞（2010年）
- 栄誉証書・蘇堤春暁賞（第13回西湖芸術博覧会・2010年）
- 栄誉証書（第5回日中友好書画展 2010年）
- 日伊芸術交流文化賞（Mostra di arte post-moderna giapponese a Massa Maritima 2010年)
- ベルシー英明芸術賞（Paris現代ジャポニズム芸術祭 2011年）
- 日本美樹評論家大賞（モダンアート部門 2011年）

## 作品
- Meditation・瞑想
- The Way for the Future・未来への道
- First fleeting Love・初恋
- Peace・平和
- Wriggle in the Spring・蠢動
- Dreams・夢
- Please・請安
- Poem from the bottom of the sea・水底の歌（地球の怒り）